# Herman Schell
Herman (även Hermann) Schell, född den 28 februari 1850 i Freiburg im Breisgau, död den 31 maj 1906 i Würzburg, var en tysk romersk-katolsk teolog.
Schell blev efter att i några år ha ägnat sig åt praktisk prästerlig verksamhet 1884 e.o. och 1888 ordinarie professor i Würzburg. Schells strävan var från början inriktad på att åstadkomma en försoning mellan den katolska kyrkan och dess läroåskådning å den ena, den moderna kulturen och vetenskapen å den andra sidan. Av detta intresse är också hela hans litterära produktion behärskad. Bland hans rent vetenskapliga arbeten är de främsta Das wirken des dreieinigen Gottes (1884), Katholische Dogmatik (4 band, 1889-93) och Die göttliche Wahrheit des Christentums (2 band, 1895-96). 
Hade redan dessa arbeten genom den öppna kritik de på flera punkter riktade mot den traditionella teologin väckt anstöt på många håll, så framkallade Schell en verklig storm genom sitt vid invigningen av Würzburg-universitetets nya byggnad 1896 hållna rektorstal om Theologie und universität, liksom än mer genom sina båda stridsskrifter Der katholizismus als princip des fortschritts (1897; 7:e upplagan 1899) och Die neue zeit und der alte glaube (1898), i vilka han direkt tog till orda för en reform av den katolska kyrkan både i lära och praxis. Mycket av det han förordade förverkligades några decennier senare genom Andra Vatikankonsiliet.
Hans framträdande väckte så mycket mer uppseende, som det tedde sig som ett led i den just vid denna tid runt om i den katolska världen kraftigt frambrytande modernismen. År 1898 uppfördes inte bara Schells nyssnämnda reformskrifter, utan också två av hans vetenskapliga huvudarbeten på "index". Schell underkastade sig 1899 i övlig form beslutet, men sökte tillika göra gällande, att detta inte innebar någon egentlig återkallelse av hans åskådning: det klargjordes inte, om hans arbeten fördömts på sakliga grunder eller bara av formella opportunitetshänsyn. 
Vid det starka klandret mot Schell från liberalteologiskt håll för detta steg torde man alltför mycket ha förbisett, att för honom, med hans aldrig brutna hängivenhet för den katolska kyrkan, en verksamhet utanför denna måste te sig som nästan otänkbar. Genom konflikten med kurian hämmades visserligen hans vetenskapliga skaparkraft och påskyndades måhända hans död. Dock utgav han under denna period under titeln Apologie des christentums (2 band, 1901-05) en fortsättning av det ovan nämnda arbetet, "Die göttliche wahrheit des christentums". Även bör nämnas den mera populärt hållna monografin Christus (1903; 17:e tusendet 1906). 
En ny strid framkallades genom ett av ett stort antal framstående katoliker, däribland ett par biskopar, utfärdat upprop till resande av ett minnesmärke på hans grav. Professorn i Wien Ernst Commer, vilken tidigare stått i vänskapsförhållande till Schell och i brev överhopat honom med smicker, riktade i skriften: Herman Schell und der fortschrittliche katholizismus (1907; 2:a upplagan 1908) ett hätskt angrepp mot undertecknarna och utpekade Schell som huvudet för en hemlig sammansvärjning mot Rom. Kurian, vars kamp mot den modernistiska rörelsen under Pius X i hög grad skärpts, tog visserligen i viss mån avstånd från Commers rent personliga utfall mot Schell, men ställde sig i huvudsak obetingat på Commers sida.